# Mehringdamm
Mehringdamm – ulica w Berlinie, w Niemczech, w dzielnicy Kreuzberg, w okręgu administracyjnym Friedrichshain-Kreuzberg. Została wytyczona na początku XIX wieku, liczy 1,5 km.
Przy ulicy znajduje się stacja metra linii U6 Mehringdamm.